# ウィーリー・キャッスル
ウィーリー・キャッスル (Weoley Castle) は、イングランドの都市バーミンガム南西部郊外にある住宅地区。この地区は、市議会選挙区 (electoral ward) のウィーリー区 (Weoley) に属しており、ノースフィールドの行政区 (council constituency) に含まれている。
ウィーリー・キャッスル地区は、東はセリー・オーク、北はハーボーン (Harborne)、西はバートリー・グリーン (Bartley Green)、南はウィーリー・ヒル (Weoley Hill) とシェンリー・グリーン (Shenley Green) と境を接している。ウィーリー・キャッスル地区の中心には、商店が集まっているウィーリー・キャッスル・スクエア (Weoley Castle Square) がある。

## 地名の由来
この地域の名称は、現在はバーミンガム美術館の所有となっている、ウィーリー・キャッスル (Weoley Castle) という、濠を巡らせ城塞化されていたマナー・ハウス（荘園領主の館）の遺跡 (SP021826) から採られている。この遺構は重要文化財建築物 (listed building) のグレード2に指定されており、1934年に登録記念物 (Scheduled Ancient Monument) になっている。
1960年から1961年にかけて、ウィーリー・キャッスルで発掘調査が行われ、13世紀の木造建造物の遺跡が発見された。この遺跡には、相当量の石造の遺構が残されており、濠の跡も、毎日公開されている展望台から眺めることができる。近年、文化遺産宝くじ基金 (Heritage Lottery Fund)、バーミンガム市、イングリッシュ・ヘリテッジ (English Heritage) が資金を提供して、遺構を保全するとともに、遺構のそばに地域教育センターを開設し、学校の校外学習の場や地域住民の集会などが行なわれるようになっている。遺構の管理は、キャッスル・キーパーズ (Castle Keepers) と称するボランティア・グループによって支援されている。

## アメニティ
ウィーリー・キャッスル地区にはウィーリー・キャッスル図書館があり、観光施設でもあるウィーリー・キャッスル博物館もこの地区内にある。ウィーリー・キャッスル・ウォークウェイ (Weoley Castle Walkway) は、リクリエーション用のグラウンドであるが、その敷地はおもに隣接するセリー・オークとキントン (Quinton) に属している。その一帯を通るラパル運河 (Lapal Canal) は、ラパル運河トラスト (Lapal Canal Trust) によって維持管理されている。

## 住宅地区
ウィーリー・キャッスルの大部分は、1930年代に公営住宅 (council housing) として開発されており、1935年にはバーミンガム市の10,000戸目の市営住宅がホプストン・ロード (Hopstone Road) に完成し、後に首相となるネヴィル・チェンバレンが除幕式を行なった。これによりバーミンガムは、イギリスの地方自治体としては最初に、1万戸を超える公営住宅を供給したこととなったが、これは最初の公営住宅の建設からわずか15年目のことであった。ウィーリー・キャッスル住宅地区には、開発の完了までに3,000戸近い住宅が建てられた。

## 地理
ウィーリー・キャッスル地区は、東はセリー・オーク、北はハーボーン (Harborne)、西はバートリー・グリーン (Bartley Green)、南はウィーリー・ヒル (Weoley Hill) とシェンリー・グリーン (Shenley Green) と境を接している。ウィーリー・キャッスル地区の中心には、商店が集まっているウィーリー・キャッスル・スクエア (Weoley Castle Square) がある。

## ギャラリー

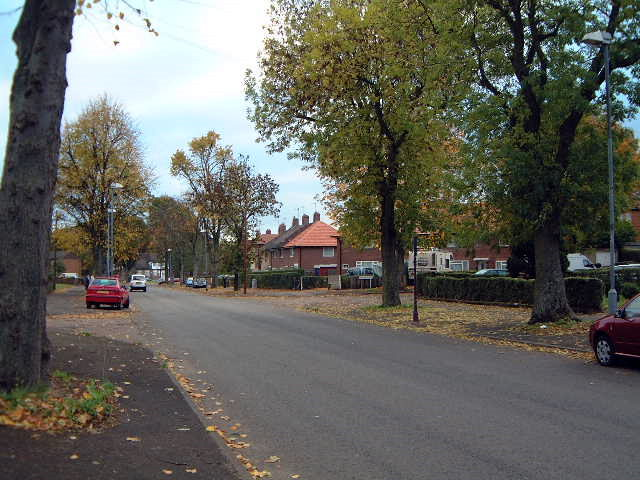
秋のグレゴリー・アベニュー (Gregory Avenue)。
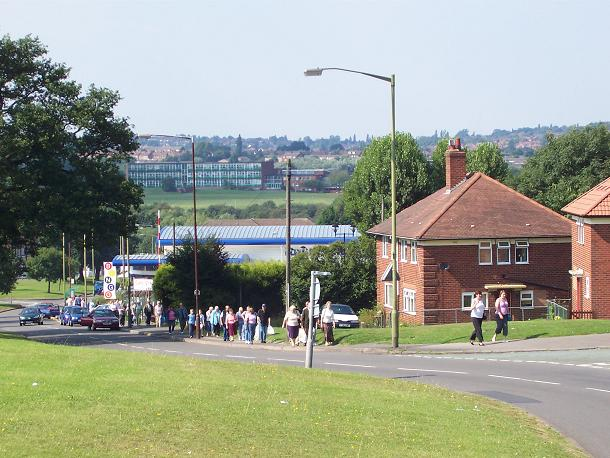
バーンズ・ヒル (Barnes Hill)。